# Cayetano Rovereto
Cayetano Rovereto — ur. 1870, zm. 1952 — włoski geolog i paleontolog. Lata 1910-1913 spędził w Argentynie prowadząc badania geologiczne.